# Klerodendrum
Klerodendrum (lat. Clerodendrum), rod medićevki (Lamiaceae) smješten u tribus  Oxerinae, dio potporodice Ajugoideae. Sastoji se od preko 240 vrsta u Južnoj Americi, Africi, Aziji i Australiji
Tipična vrsta je Clerodendrum infortunatum L.

## Opis
To je vrlo različita skupina grmova, malog drveća, lijana (drvenaste penjačice) i zeljastih biljki raširenih po tropima i suptropima Starog i Novog svijeta. Listovi nasuprotni ili u pršljenima, jednostavni. Cvatovi su terminalni ili rijetko aksilarni, cvjetovi u opuštenim glavicama ili cimama, obično tvore gronje ili štitaste metlice. Čaška 5-zubasta ili 5-režnjevita, obično proširena i raširena u plodu. Vjenčić bijel s cjevčicom tankom; režnjeva 5, gotovo jednakih, raširenih. Prašnika 4, dvostruka, izbijaju iz cjevčice vjenčića. Jajnik 4-lokularan, 1 ovula po lokulusu; stil filiforman s 2 kratka oštra stigmatična režnja.
Plod koštunjast, ± objajast do duguljast, sočan ili gotovo suh, okružen proširenom čaškom.

## Vrste
1. Clerodendrum abilioi R.Fern.
2. Clerodendrum adenocalyx Dop
3. Clerodendrum adenophysum Hallier f.
4. Clerodendrum africanum Moldenke
5. Clerodendrum albiflos H.J.Lam
6. Clerodendrum alboviolaceum Moldenke
7. Clerodendrum andamanense (Moldenke) A.Rajendran & P.Daniel
8. Clerodendrum angustipetalum Satthaphorn, A.J.Paton & Leerat.
9. Clerodendrum anomalum Letouzey
10. Clerodendrum apayaoense Quisumb.
11. Clerodendrum arenarium Baker
12. Clerodendrum atlanticum Jongkind
13. Clerodendrum aucubifolium Hemsl.
14. Clerodendrum barba-felis Hallier f.
15. Clerodendrum baronianum Oliv.
16. Clerodendrum baumii Gürke
17. Clerodendrum bingaense S.Moore
18. Clerodendrum bipindense Gürke
19. Clerodendrum boivinii Moldenke
20. Clerodendrum bosseri Capuron
21. Clerodendrum brachyanthum Schauer
22. Clerodendrum brachystemon C.Y.Wu & R.C.Fang
23. Clerodendrum bracteatum Wall. ex Walp.
24. Clerodendrum brunfelsiiflorum Hallier f.
25. Clerodendrum brunnescens Moldenke
26. Clerodendrum buchneri Gürke
27. Clerodendrum buettneri Gürke
28. Clerodendrum bungei Steud.
29. Clerodendrum calamitosum L.
30. Clerodendrum canescens Wall. ex Walp.
31. Clerodendrum capitatum (Willd.) Schumach.
32. Clerodendrum carnosulum Baker
33. Clerodendrum caryopteroides Moldenke
34. Clerodendrum cauliflorum Vatke
35. Clerodendrum cecil-fischeri A.Rajendran & P.Daniel
36. Clerodendrum cephalanthum Oliv.
37. Clerodendrum chamaeriphes Wernham
38. Clerodendrum chartaceum Moldenke
39. Clerodendrum chinense (Osbeck) Mabb.
40. Clerodendrum chlorisepalum Merr. ex Moldenke
41. Clerodendrum cochinchinense Dop
42. Clerodendrum colebrookeanum Walp.
43. Clerodendrum comans Moldenke
44. Clerodendrum confine S.L.Chen & T.D.Zhuang
45. Clerodendrum cordatum D.Don
46. Clerodendrum costatum R.Br.
47. Clerodendrum cuspidatum Turcz.
48. Clerodendrum cyrtophyllum Turcz.
49. Clerodendrum dauphinense Moldenke
50. Clerodendrum decaryi Moldenke
51. Clerodendrum deflexum Wall.
52. Clerodendrum dembianense Chiov.
53. Clerodendrum densiflorum Griff.
54. Clerodendrum dependens Aug.DC.
55. Clerodendrum dewittei Moldenke
56. Clerodendrum disparifolium Blume
57. Clerodendrum dusenii Gürke
58. Clerodendrum ekmanii Moldenke
59. Clerodendrum elbertii Hallier f.
60. Clerodendrum elliotii Moldenke
61. Clerodendrum emirnense Bojer ex Hook.
62. Clerodendrum ervatamioides C.Y.Wu
63. Clerodendrum eucalycinum Oliv.
64. Clerodendrum eupatorioides Baker
65. Clerodendrum excavatum De Wild.
66. Clerodendrum farafanganense Moldenke
67. Clerodendrum fasciculatum B.Thomas
68. Clerodendrum finetii Dop
69. Clerodendrum fistulosum Becc.
70. Clerodendrum floribundum R.Br.
71. Clerodendrum formicarum Gürke
72. Clerodendrum fortunatum L.
73. Clerodendrum fortunei Hemsl.
74. Clerodendrum frutectorum S.Moore
75. Clerodendrum fugitans Wernham
76. Clerodendrum fuscum Gürke
77. Clerodendrum galeatum Balf.f.
78. Clerodendrum garrettianum Craib
79. Clerodendrum gaudichaudii Dop
80. Clerodendrum geoffrayi Dop
81. Clerodendrum gibbosum Moldenke
82. Clerodendrum giganteum (Moldenke) Phillipson & Callm.
83. Clerodendrum globuliflorum B.Thomas
84. Clerodendrum godefroyi Kuntze
85. Clerodendrum grayi Munir
86. Clerodendrum grevei Moldenke
87. Clerodendrum griffithianum C.B.Clarke
88. Clerodendrum haematolasium Hallier f.
89. Clerodendrum hahnianum Dop
90. Clerodendrum hainanense Hand.-Mazz.
91. Clerodendrum harmandianum Dop
92. Clerodendrum hastatum (Roxb.) Lindl.
93. Clerodendrum hendersonii Moldenke
94. Clerodendrum hettae Hallier f.
95. Clerodendrum hexangulatum B.Thomas
96. Clerodendrum hildebrandtii Vatke
97. Clerodendrum hircinum Schauer
98. Clerodendrum hiulcum Moldenke
99. Clerodendrum humbertii Moldenke
100. Clerodendrum inaequipetiolatum R.D.Good
101. Clerodendrum indicum (L.) Kuntze
102. Clerodendrum infortunatum L.
103. Clerodendrum intermedium Cham.
104. Clerodendrum involucratum Vatke
105. Clerodendrum izuinsulare K.Inoue, M.Haseg. & Shiro Kobay.
106. Clerodendrum japonicum (Thunb.) Sweet
107. Clerodendrum johnstonii Oliv.
108. Clerodendrum johorense Moldenke
109. Clerodendrum kaichianum P.S.Hsu
110. Clerodendrum kamhyoae Phillipson & L.Allorge
111. Clerodendrum kampotense Dop
112. Clerodendrum kauderni Moldenke
113. Clerodendrum kiangsiense Merr. ex H.L.Li
114. Clerodendrum kinabaluense Stapf
115. Clerodendrum klemmei Elmer
116. Clerodendrum kwangtungense Hand.-Mazz.
117. Clerodendrum laevifolium Blume
118. Clerodendrum lanceoliferum S.Moore
119. Clerodendrum lanessanii Dop
120. Clerodendrum lankawiense King & Gamble
121. Clerodendrum lanuginosum Blume
122. Clerodendrum lastellei Moldenke
123. Clerodendrum laxiflorum Baker
124. Clerodendrum lecomtei Dop
125. Clerodendrum leucobotrys Breteler
126. Clerodendrum leucophloeum Balf.f.
127. Clerodendrum lindenianum A.Rich.
128. Clerodendrum lindleyi Decne. ex Planch.
129. Clerodendrum lloydianum Craib
130. Clerodendrum longiflorum Decne.
131. Clerodendrum longisepalum Dop
132. Clerodendrum lutambense Verdc.
133. Clerodendrum luteopunctatum C.Pei & S.L.Chen
134. Clerodendrum macrocalycinum Baker
135. Clerodendrum macrostegium Schauer
136. Clerodendrum madagascariense Moldenke
137. Clerodendrum magnificum Warb.
138. Clerodendrum magnoliifolium Baker
139. Clerodendrum mananjariense Moldenke
140. Clerodendrum mandarinorum Diels
141. Clerodendrum mandrarense Moldenke
142. Clerodendrum mannii Baker
143. Clerodendrum manombense Moldenke
144. Clerodendrum margaritense Moldenke
145. Clerodendrum melanocrater Gürke
146. Clerodendrum micans Gürke
147. Clerodendrum mildbraedii B.Thomas
148. Clerodendrum minahassae Teijsm. & Binn.
149. Clerodendrum mindorense Merr.
150. Clerodendrum moramangense Moldenke
151. Clerodendrum morigono Chiov.
152. Clerodendrum multibracteatum Merr.
153. Clerodendrum myrianthum Mildbr.
154. Clerodendrum myrmecophilum Ridl.
155. Clerodendrum myrtifolium Moldenke
156. Clerodendrum nhatrangense Dop
157. Clerodendrum nicolsonii A.Rajendran & P.Daniel
158. Clerodendrum nipense Urb.
159. Clerodendrum nutans Wall. ex Jack
160. Clerodendrum ohwii Kaneh. & Hatus.
161. Clerodendrum palmatolobatum Dop ex Satthaphorn, A.J.Paton & Leerat.
162. Clerodendrum paniculatum L.
163. Clerodendrum panigrahianum A.Rajendran & P.Daniel
164. Clerodendrum parvitubulatum B.Thomas
165. Clerodendrum paucidentatum Moldenke
166. Clerodendrum pauciflorum Moldenke
167. Clerodendrum peii Moldenke
168. Clerodendrum peninsulare Sattaphorn, A.J.Paton & Leerat.
169. Clerodendrum peregrinum Moldenke
170. Clerodendrum perrieri Moldenke
171. Clerodendrum petasites (Lour.) S.Moore
172. Clerodendrum petunioides Baker
173. Clerodendrum phlomidis L.f.
174. Clerodendrum phyllomega Steud.
175. Clerodendrum pierreanum Dop
176. Clerodendrum pleiosciadium Gürke
177. Clerodendrum poggei Gürke
178. Clerodendrum polyanthum Gürke
179. Clerodendrum polycephalum Baker
180. Clerodendrum porphyrocalyx K.Schum. & Lauterb.
181. Clerodendrum praetervisa Guinea
182. Clerodendrum premnoides Moldenke
183. Clerodendrum preslii Elmer
184. Clerodendrum pubiflorum (Bakh. ex Moldenke) Wearn
185. Clerodendrum putre Schauer
186. Clerodendrum pygmaeum Merr.
187. Clerodendrum pynaertii De Wild.
188. Clerodendrum pyrifolium Baker
189. Clerodendrum quadriloculare (Blanco) Merr.
190. Clerodendrum ramosissimum Baker
191. Clerodendrum revolutum Bosser
192. Clerodendrum ridleyi King & Gamble
193. Clerodendrum ringoetii De Wild.
194. Clerodendrum robecchii Chiov.
195. Clerodendrum robustum Klotzsch
196. Clerodendrum roseiflorum Moldenke
197. Clerodendrum rotundifolium Oliv.
198. Clerodendrum rubellum Baker
199. Clerodendrum rumphianum de Vriese
200. Clerodendrum rusbyi Moldenke
201. Clerodendrum sakaleonense Moldenke
202. Clerodendrum sarawakanum H.J.Lam
203. Clerodendrum sassandrense Jongkind
204. Clerodendrum sayapense Wearn
205. Clerodendrum schmidtii C.B.Clarke
206. Clerodendrum schweinfurthii Gürke
207. Clerodendrum sessilifolium Moldenke
208. Clerodendrum silvanum Henriq.
209. Clerodendrum silvestre B.Thomas
210. Clerodendrum singwanum B.Thomas
211. Clerodendrum sinuatum Hook.
212. Clerodendrum smitinandi Moldenke
213. Clerodendrum speciosissimum Jacob-Makoy
214. Clerodendrum splendens (Thunb.) G.Don
215. Clerodendrum subpeltatum Wernham
216. Clerodendrum subtruncatum Moldenke
217. Clerodendrum sylvae J.-G.Adam
218. Clerodendrum sylvestre Moldenke
219. Clerodendrum tanganyikense Baker
220. Clerodendrum tatomense Dop
221. Clerodendrum ternatum Schinz
222. Clerodendrum thomsoniae Balf.
223. Clerodendrum thouarsii Phillipson & Callm.
224. Clerodendrum thyrsoideum Gürke
225. Clerodendrum tibetanum C.Y.Wu & S.K.Wu
226. Clerodendrum tomentellum Hutch. & Dalziel
227. Clerodendrum tomentosum (Vent.) R.Br.
228. Clerodendrum tonkinense Dop
229. Clerodendrum toxicarium Baker
230. Clerodendrum tracyanum (F.Muell.) Benth.
231. Clerodendrum trichanthum Bosser
232. Clerodendrum tricholobum Gürke
233. Clerodendrum trichotomum Thunb.
234. Clerodendrum triflorum Vis.
235. Clerodendrum tubulosum Moldenke
236. Clerodendrum umbellatum Poir.
237. Clerodendrum umbratile King & Gamble
238. Clerodendrum urticifolium (Roxb.) Wall.
239. Clerodendrum villosum Blume
240. Clerodendrum vinosum Moldenke
241. Clerodendrum volubile Beauverd
242. Clerodendrum wallii Moldenke
243. Clerodendrum welwitschii Gürke
244. Clerodendrum williamsii Elmer
245. Clerodendrum yunnanense Hu